# Danamulya
Danamulya is een bestuurslaag in het regentschap Cirebon van de provincie West-Java, Indonesië. Danamulya telt 3182 inwoners (volkstelling 2010).